# Nikša Kušelj
Nikša Kušelj (Dubrovnik, 15. listopada 1971.) je hrvatski kazališni, televizijski i filmski glumac. Sudionik je Domovinskog rata koji je bio zarobljen i odveden u Logor Morinj. Nakon oslobađanja iz zatočeništva priključio se Odredu naoružanih brodova. Diplomirao je glumu na Akademiji dramske umjetnosti u Zagrebu, u klasi profesora Izeta Hajdarhodžića.
Kazališnu karijeru započeo je 1996. godine u Hrvatskom narodnom kazalištu u Zagrebu, ulogom Iva Ledinića. Od 2006. godine stalni je član Drame Hrvatskoga narodnog kazališta u Zagrebu, gdje je ostvario brojne zapažene uloge u domaćim i stranim dramskim tekstovima.
Osim glume, bavi se pisanjem, glazbom i režijom. Autor je glazbe za albume Berači soli i Incognito inflagranti, te zbirki poezije Čitač sa usana i Dolce Garbo.
Režirao je više koncertnih i glazbeno-scenskih predstava, među kojima se ističu: Arsenal ljetne noći, Zagrebački novi val, Pianopsion i Vraćam se Zagrebe tebi. Kao redatelj i scenarist radio je na kratkom igranom filmu Kredibilitet te na dokumentarnom filmu Anonimno jato. Također je režirao glazbene spotove za pjesme Bosanoga, Grimizna rijeka i Grandezza.

## Filmografija

### Televizijske uloge
- "Kad zvoni?" kao Maro (2005.)
- "Bitange i princeze" kao Neven (2005.)
- "Cimmer fraj" kao Boris Kranjec (2007.)
- "Naša mala klinika" kao Mihael More (2007.)
- "Zvijezde pjevaju" kao Nikša Kušelj (2008.)
- "Luda kuća" kao Ilija (2008.)
- "Mamutica" kao Luka Rogošić-Luks (2009.)
- "Da sam ja netko" kao mladi Ivan (2015.)
- "IN magazin" (2019.)
- "Strike Back" kao Vasin (2020.)
- "Dar mar" kao Jorgovan (2020.)
- "Kumovi" kao Vidoviti Stojan (2022.)
- "Kumovi" kao Sven Brdski (2024.)

### Filmske uloge
- "Generalov carski osmijeh" kao Luka Gavez (2002.)
- "Konjanik" kao Petar Revac (2003.)
- "Kradljivac uspomena" (2007.)
- "Cvjetni trg" kao pomoćnik ministra (2012.)
- "Most na kraju svijeta" kao sin (2014.)
- "Ti mene nosiš" kao mladi Ivan (2015.)
- "Između nas" kao Kristijan (2019.)

### Kazališne uloge
- Don Juan, Jean-Baptiste Poquelin Molière - Don Carlos, Elvirin brat, Hrvatsko narodno  kazalište Zagreb, Redatelj: Dejan Projkovski

- Peer Gynt, H. Ibsen - Peer Gynt, Hrvatsko narodno  kazalište Zagreb, Redatelj: Erik Ulfsby
- Ciganin, ali najljepši (Kristian Novak) - Nikola/Papous, Hrvatsko narodno kazalište Zagreb, Redatelj: Ivica Buljan
- Tko pjeva zlo ne misli (V. Majer) - Karuzo, Hrvatsko narodno kazalište Zagreb, Redatelj: Rene Medvešek
- Zimska priča (William Shakespeare) - Autolik, Hrvatsko narodno     kazalište     Zagreb, Redatelj: Polly Tritschler
- Kafetarija (Carlo Goldoni) - Đivo, Dubrovačke ljetne igre, Redatelj: Vinko     Brešan
- Žena (Josip Kosor) - Ilija Udarić/Žan, Hrvatsko narodno kazalište Zagreb, Redatelj: Paolo Magelli
- Dubrovačka trilogija (Ivo Vojnović) - Master Gjivo, Dubrovačke ljetne igre, Redatelj: Staša     Zurovac
- Modrobradi (Staša Zurovac) - Konkijer, Hrvatsko narodno     kazalište     Zagreb, Redatelj: Marjan Nećak
- Daleka zemlja (Arthur Schnitzler) - Paul Kreindl, Hrvatsko narodno     kazalište     Zagreb, Redatelj: Anica Tomić
- Vučjak (Miroslav Krleža) - Dr. Zlatko Strelec, Hrvatsko     narodno kazalište     Zagreb, Redatelj: Ivica Buljan
- Razbojnici (Friedrich Schiller) - Roller, Hrvatsko narodno kazalište Zagreb, Redatelj: Vito Taufer
- Na dnu (Maksim Gorki) - Bubnov, Hrvatsko narodno kazalište Zagreb, Redatelj: Paolo Magelli
- Rat i mir (Lav Nikolajevič Tolstoj) - Vasilij Dmitrič Denisov, Hrvatsko narodno kazalište Zagreb, Redatelj: Tomaž Pandur
- Antun Gustav Matoš (Otto Kraus) - Siniša, Hrvatsko narodno kazalište Zagreb, Redatelj: Ivica Boban
- Građanin plemić (Jean-Baptiste Poquelin Molière) - Clèonte, Hrvatsko narodno     kazalište     Zagreb, Redatelj: Krešimir Dolenčić
- Oluja (William Shakespeare) - Kaliban, Hrvatsko narodno  kazalište Zagreb, Redatelj: Ivica Kunčević
- I konje ubijaju, zar ne? (Horace     McCoy) - Rocky Gravo, Hrvatsko narodno     kazalište     Zagreb, Redatelj: Ivica Boban
- Opera za tri groša (Kurt Weill-Bertolt Brecht) - Macheath, Hrvatsko narodno     kazalište     Zagreb, Redatelj: Krešimir Dolenčić
- Dundo Maroje (Marin Držić) - Maro Marojev, Hrvatsko narodno  kazalište  Zagreb, Redatelj: Ozren Prohić
- Ekvinocijo (Ivo Vojnović) - Ivo Lendić, Dubrovačke ljetne igre, Redatelj: Joško Juvančić
- Priča sa zapadne strane (Leonard     Bernstein) - Snowboy, Hrvatsko narodno     kazalište     Zagreb, Redatelj: Stanislav Moša
- Večeras se improvizira (Luigi     Pirandello) - Pomarici, Hrvatsko narodno     kazalište     Zagreb, Redatelj: Zlatko Sviben
- Daleka zemlja (Arthur Schnitzler) - Gustav, Hrvatsko narodno kazalište Zagreb, Redatelj: Joško Juvančić
- Bure baruta (Dejan Dukovski) - Simon, Djore, Satiričko kazalište Kerempuh, Redatelj: Aleksandar     Popovski
- Dubrovačka trilogija (Ivo Vojnović) - Kapetan Lujo Lasić, Dubrovačke ljetne igre, Redatelj: Joško Juvančić
- Macbeth (William Shakespeare) - Macbeth, Hrvatsko narodno     kazalište     Osijek, Redatelj: Leo Katunarić
- Mizantrop (Moliere) - Acaste, Kazalište Gavella, Redatelj: Petar Veček
- The tragedy of king Richard the  third (William Shakespeare)   - Sir William Catesby, Kazalište Gavella, Redatelj: Jagoda Buić
- Hamlet (William Shakespeare) - Fortinbras, Dubrovačke ljetne igre, Redatelj: Joško Juvančić
- Skup (Marin Držić) - Munuo, Hrvatsko narodno kazalište Zagreb, Redatelj: Marin Carić
- Ekvinocijo (Ivo Vojnović) - Ivo Ledinić, Hrvatsko narodno kazalište Zagreb, Redatelj: Ivica Kunčević

### Sinkronizacija
- "Saba: Mali ratnik velikog srca" (2015.)

## Vanjske poveznice
- Nikša Kušelj u internetskoj bazi filmova IMDb-u (engl.)
- Stranica na hnk.hr  Arhivirana inačica izvorne stranice od 9. travnja 2010. (Wayback Machine)